# ジョン・クローナス
ジョン・クローナス（John Kronus）のリングネームで知られるジョージ・カイアッツォ（George B. Caiazzo、1969年1月13日 - 2007年7月18日）は、アメリカ合衆国のプロレスラー。マサチューセッツ州ボストン出身。

## 来歴

### キャリア初期
プロレスラーになる以前はナイトクラブのバウンサーとして生計を立てていたが、後に盟友となるペリー・サターンと出会った事によりキラー・コワルスキー主宰のレスリングスクールにてトレーニングを開始し、1989年にジ・イリミネーター（The Eliminator）のリングネームでプロレスラーデビューを果たす。
1990年、リングネームをジョン・クローナス（John Kronus）へと変更してサターンとのタッグチーム、ジ・イリミネーターズ（The Eliminators）を結成。1991年よりジェリー・ジャレットが主宰するUSWA（United States Wrestling Association）に参戦。1994年4月25日、USWA世界タッグ王座を保持するブライアン・クリストファー & エディ・ギルバートに挑戦して勝利し、ベルトを奪取した。6月よりUSWA世界タッグ王座を巡ってPG-13（JCアイス & ウルフィーD)と長期抗争を展開。11月29日には初来日を果たし、WARに参戦。板倉広 & バンピーロ・カナディエンセと対戦して勝利を勝利を収めている。

### ECW
1995年9月、サターンと共にECWと契約を交わし入団。入団して早々タッグ戦線で活躍。11月18日のNovember To Remember 1995ではピットブルズ（ピットブル1号 & ピットブル2号）と対戦して敗戦した事により抗争を開始。1996年2月3日、Big Apple Blizzard BlastにてECW世界タッグ王座を保持するミック・フォーリー & マイキー・ウィップレックと対戦して勝利し、ベルトを奪取。王座戴冠後はトップとして君臨し、ダッドリー・ボーイズ（ババ・レイ・ダッドリー & ディーボン・ダッドリー）、ザ・ギャングスターズ（ニュー・ジャック & ムスタファ・サイード）といったタッグチームと王座を巡って激闘を繰り広げた。
1997年4月13日、ダッドリー・ボーイズからECW世界タッグ王座を奪取して3度目の戴冠となるが6月にサターンがECWから突然退団した事により1人で王座を防衛しなくてはいけない状況に陥り同月20日にダッドリー・ボーイズとの王座戦において2on1によるハンディーキャップマッチを行って敗戦し、ベルトを奪われた。王座陥落後、8月よりムスタファ・サイードとタッグを解消したニュー・ジャックとタッグチーム、ザ・ギャングスタネーターズ（The Gangstanators）を結成。9月20日のAs Good As It Getsにてダッドリー・ボーイズからECW世界タッグ王座を奪取して4度目の戴冠となった。
1998年3月、スパイク・ダッドリーと短期間タッグを組んで活動。4月には来日し、FMWに参戦。同月30日にはリッキー・フジと組んで 邪道 & 外道と対戦するが敗戦した。ECWでは5月よりシングルプレイヤーに転向するが中堅の位置へと留まり、1999年3月にECWから退団した。

### インディー団体
ECW退団後、CZWや元ECW所属のレスラーが集結するXPW（Xtreme Pro Wrestling）に参戦。2002年4月13日にCZWに出場したのを最後にプロレスラーとしてのキャリアから引退する事を発表した。しかし、2005年にWWEがECW One Night Stand 2005を開催する前にアンチテーゼを唱えたシェーン・ダグラスが先手を打って開催したECWリユニオンイベントであるHardcore Homecomingに参戦。6月10日にはニュー・ジャックと組んでバッド・ブリード（イアン・ロッテン & アクセル・ロッテン）、11月5日にはボールズ・マホーニーと対戦した。
2007年7月18日、ニューハンプシャー州ラコニアに所在する交際していた女性宅で心不全を起こし逝去した。

## 得意技
- クローナスドライバー

パンプハンドル・パイルドライバー
相手の背後に立ち、相手の片腕を相手の股間を通して自らの片手で相手の手首を掴み、コブラツイストのように相手のもう片方の腕の下から自分の片腕を通して相手の首の後ろに回した体勢から、パイルドライバーを決める。
- クローナスドライバー2

ガットレンチ・パイルドライバー
- 450°スプラッシュ
- エア・クローナス

ダイビング・エルボードロップ
- ハリケーン・クローナス

ハンドスプリング・バックエルボー
- ドラゴンスリーパー
- ミサイルドロップキック
- トータルイリミネーション

ペリー・サターンとの合体技。サターンがフライングニールキック、クローナスが水面蹴りを同時に放つ。

## 獲得タイトル
ECW
- ECW世界タッグ王座 : 4回

w / ペリー・サターン : 3回
w / ニュー・ジャック : 1回
USWA
- USWA世界タッグ王座 : 1回

w / ペリー・サターン
他、アメリカのインディー団体を中心に多数のタイトルを獲得。

## 入場曲
- No Remorse
- Real Solution 9
- Total Elimination
- Wait and Bleed